# Jean-Baptiste Biot
Jean-Baptiste Biot (født 21. april 1774 i Paris, død 3. februar 1862 sammesteds) var en fransk fysiker, matematiker og astronom. 
Biot gik 1792 frivillig med nordarmeens artilleri, besøgte derefter den nylig oprettede polytekniske skole i Paris og kom senere til Beauvais som lærer ved Centralskolen. Løsningen af en matematisk opgave bragte ham i berøring med Laplace, som herefter ydede ham sin værdifulde bistand. I 1800 blev Biot professor ved Collège de France, 1804 ved Observatoriet i Paris, blev tidlig medlem af Videnskabsakademiet og af længdebureauet, i hvis tjeneste han gik på gradmåling til Spanien sammen med Arago. Han foretog senere flere videnskabelige rejser, var en flittig forfatter, men deltog nødig i det offentlige liv. Et embede som maire, han en kort tid beklædte, havde han næppe megen glæde af.  
Biot har målt lydens hastighed i faste legemer, sammen med Arago luftarters lysbrydning, og han har med held studeret elektricitet og magnetisme. Hans vigtigste fysikalske arbejder angår dog lyset, dets brydning og polarisation, og ved at undersøge polarisationsplanens drejning i sukkeropløsninger blev han grundlæggeren af den optiske sukkerbestemmelse. Hans videnskabelige arbejder findes især i Akademiets skrifter og i Annales de chimie et de physique. Biots udstrakte kundskaber på fysikkens, matematikkens og kemiens områder gjorde ham særlig skikket til at samle videnskabens resultater, og hans store lærebog, Traité de physique experimentale et mathématique (1816, 4 bind), er et meget betydeligt arbejde. Af hans mange andre skrifter må nævnes: Traité elementaire d'astronomie physique (1805, 2 bind, 3. oplag 1841—57, 5 bind).

## Externa länkar
- Wikimedia Commons har flere filer relateret til Jean-Baptiste Biot

1. ↑  Navnet er anført på bokmål og stammer fra Wikidata hvor navnet endnu ikke findes på dansk.
2. ↑  Navnet er anført på fransk og stammer fra Wikidata hvor navnet endnu ikke findes på dansk.
3. ↑  Navnet er anført på fransk og stammer fra Wikidata hvor navnet endnu ikke findes på dansk.
4. ↑  Navnet er anført på fransk og stammer fra Wikidata hvor navnet endnu ikke findes på dansk.
5. ↑  Navnet er anført på engelsk og stammer fra Wikidata hvor navnet endnu ikke findes på dansk.
6. ↑  Navnet er anført på engelsk og stammer fra Wikidata hvor navnet endnu ikke findes på dansk.